# Xilitolo
Lo xilitolo (anche chiamato zucchero del legno) è un alditolo la cui molecola contiene una catena di cinque atomi di carbonio, utilizzato come succedaneo dello zucchero tradizionale (saccarosio). Lo xilitolo viene estratto da betulle, fragole, lampone, prugna e anche dal grano.
Il potere dolcificante dello xilitolo è molto simile a quello del saccarosio, ma contiene il 40% in meno di calorie (2,4 kcal per grammo per lo xilitolo, 3,87 kcal per lo zucchero). La sua formula chimica è C5H12O5, con una massa relativa di 152,15 uma.
In Europa è usato come additivo alimentare, in particolare nelle gomme da masticare o nelle caramelle, ed è identificato dal codice E967. Molto popolare specialmente in Finlandia, dove vengono venduti molti prodotti che contengono questo dolcificante.

## Produzione
Lo xilitolo venne scoperto quasi simultaneamente da chimici francesi e tedeschi sul finire del XIX secolo e divenne popolare in Europa come dolcificante adatto ai diabetici perché non avrebbe impatto sui livelli di insulina. La sua importanza in campo dentario fu oggetto di ricerche in Finlandia all'inizio degli anni settanta, quando gli scienziati dell'Università di Turku mostrarono che apportava benefici ai denti.
Oggi, usando legno duro o mais come fonti, il più grande produttore mondiale è la compagnia danese Danisco, insieme ad altri fornitori dalla Cina. Lo xilitolo viene prodotto per idrogenazione dello xilosio.

## Proprietà ed effetti sulla salute

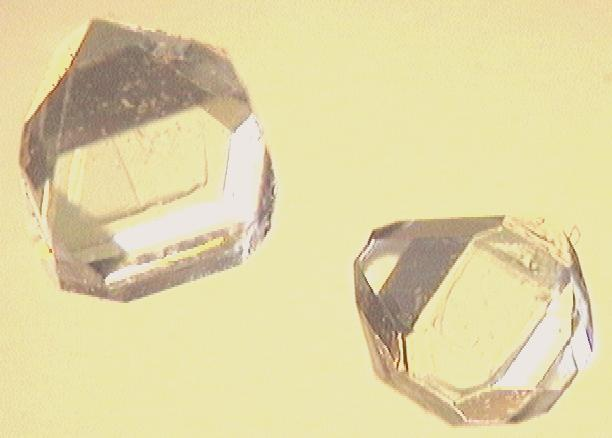
Cristalli di xilitolo

### Denti
La sua presenza nei dolci in sostituzione allo zucchero tradizionale può aiutare nel prevenire la carie e favorire la rimineralizzazione di piccole lesioni. Alcune ricerche confermano una riduzione nella formazione della placca e una diminuzione dei microrganismi che causano la carie a seguito del consumo di gomme da masticare contenenti xilitolo.

### Diabete
Lo xilitolo è un'alternativa a basso contenuto di calorie allo zucchero ed ha un indice glicemico pari alla metà circa di quello del saccarosio. Tuttavia il carico glicemico risultante è comunque significativo per chi soffre di diabete di tipo I.

### Ossa
Alcuni ricercatori finlandesi hanno dimostrato che lo xilitolo può avere un effetto di prevenzione dell'osteoporosi: in ricerche di laboratorio sui ratti il consumo di xilitolo ha impedito l'indebolimento delle ossa e aumentato la loro densità.

### Infezioni otologiche
Alcuni studi hanno dimostrato che le gomme da masticare allo xilitolo prevengono infezioni otologiche. Sembra che l'azione della masticazione aiuti l'eliminazione del cerume e il miglioramento dell'igiene dell'orecchio, mentre la presenza di xilitolo previene la crescita dei batteri nelle trombe di Eustachio, punto di collegamento tra il naso e l'orecchio.

## Effetti collaterali
Lo xilitolo, come tutti i polialcoli, può avere effetti lassativi a dosi medie. Non si conoscono effetti tossici sull'uomo: anche in persone che hanno consumato giornalmente fino a 400 grammi per un lungo periodo non si sono rilevati effetti dannosi. Tuttavia esistono alcuni studi che suggeriscono la possibilità che il metabolismo dei polialcoli, di cui fanno parte lo xilitolo e altri dolcificanti di sintesi o naturali, causi l'aumento della quantità di acido ossalico presente nelle urine, promuovendo lo sviluppo di calcoli in topi e ratti. Mentre è innocuo per l'uomo, lo xilitolo è tossico per i cani. Ingerito in grande quantità, nel cane può causare un abbassamento repentino dei livelli di glucosio nel sangue, producendo nell'animale depressione del sistema nervoso centrale, perdita di coordinazione e spasmi dopo 30 minuti dal consumo.